# 立方厘米
立方厘米，或稱立方厘米，為体积或容积的计量单位。用於体积时，符号通常写作{\displaystyle {\mbox{cm}}^{3}}；用於容积时，符号通常写作cc或 {\displaystyle {\mbox{c.c.}}}。
1立方厘米相当于一个长、宽、高皆為1厘米的立方体的体积。

## 換算
- 1立方厘米＝0.001立方分米
- 1立方厘米＝0.000001立方米
- 1毫升＝1立方厘米
- 1公升＝1000立方厘米＝1立方分米
- 1微升＝0.001立方厘米＝1立方毫米